# Grande Terre (Kerguelen)
Grande Terre is het hoofdeiland van de archipel de Kerguelen in het zuiden van de Indische Oceaan. Deze eilanden zijn onderdeel van de Franse Zuidelijke en Antarctische Gebieden, een overzees gebiedsdeel van Frankrijk. Verreweg het grootste deel van het land in de archipel, ongeveer 90%, is het eiland Grande Terre. De hoofdstad van het gebiedsdeel, Port-aux-Français, ligt op het oostelijke gedeelte van het eiland. 

## Geografie
Grande Terre is verreweg het grootste eiland van de archipel en beslaat ongeveer 90% van het totaal landoppervlak. Het eiland meet 150 kilometer van oost naar west en 120 kilometer van noord naar zuid. Op het oostelijke gedeelte van het eiland ligt het onderzoeksstation Port-aux-Français die tevens functioneert als hoofdplaats van de archipel. Bij dit onderzoeksstation zijn tevens een satellietvolgstation, slaapzalen, een ziekenhuis, een bibliotheek, een gymzaal, een café en een kerk te vinden. 
Het hoogste punt van Grande Terre is de 1.850 meter hoge berg Mont Ross in het Gallieni Massief aan de zuidkust van het eiland. The Cook gletsjer in het noordwesten van het eiland, is de grootste gletsjer van Frankrijk met een oppervlakte van 403 km2. Alle gletsjers samen op het eiland meten 500 km2. Grande Terre heeft een ruige kust met vele baaien, fjorden, schiereilanden en kapen. 
De belangrijkste schiereilanden en kapen zijn (zie kaart met nummers):
1. Courbet
2. Rallier du Baty
3. Gallieni
4. Loranchet
5. Jeanne d’Arc
6. Ronarc’h
7. La Société de Géographie
8. Joffre
9. Prince de Galles
10. Gauss
11. Bouquet de la Grye
12. Entrecasteaux
13. Bougainville
14. Hoche

Van 1968 tot 1981 lag er net ten oosten van Port-aux-Français een lanceerplatform voor sondeerraketten. Er werden verschillende raketten afgevuurd vanaf het platform waaronder Franse Dragon rockets, Amerikaanse Arcas, Frans-Sovjet Eridans maar aan het einde vooral voor M-100's van de Sovjet-Unie. 